# Карьер (Архангельская область)
Карьер — посёлок в Вельском районе Архангельской области. Входит в состав Муниципального образования «Усть-Шоношское».

## География
Посёлок расположен в южной части Архангельской области, в таёжной зоне, в пределах северной части Русской равнины, в 60 километрах на северо-запад от города Вельска, на правом берегу реки Вели. Посёлок расположен на юго-запад от посёлка Усть-Шоноша, являющегося административным центром муниципального образования.
Часовой пояс
Карьер, как и вся Архангельская область, находится в часовой зоне МСК (московское время). Смещение применяемого времени относительно UTC составляет +3:00.

## Население
| 2002 | 2010 | 2012 | 2014 |
| ---- | ---- | ---- | ---- |
| 53   | ↘34  | ↘33  | →33  |